# Винсгарт
Винсгарт (англ. Veensgarth) — деревня в восточной части острова Мейнленд в архипелаге Шетландских островов.

## География
Расположена в долине Тингуолл у основания полуострова образующего южную часть острова Мейнленд.

## Экономика
Автодорога «A970» (Норт-Ро — Брей — Винсгарт — аэропорт Самборо — Грутнесс) связывает деревню с северной и южной частью острова. Дорога «A971» (Винсгарт — Уолс — Мэлби) ведёт в западную часть. Дорога «B9074» (Винсгарт — Скалловей — Хамнаво) ведёт на юго-запад на остров Уэст-Берра.

## Известные жители
- Лолли Грэхем (1924—2008) — поэт, преподаватель, общественный деятель[1].